# Пічентов Данило Микитович
Данило Микитович Пічентов (відомий як Дани́ло з Калинівки; 1731, Калинівка — 30 березня 1776, Калинівка) — український живописець.

## Біографія
Народився у 1731 році в селі Калинівці (тепер Роменський район, Сумська область, Україна). Навчався в Київській академії, пізніше в майстерні при Софії Київській у Самуїла.
Помер в Калинівці 30 березня 1776 року. Там і похований.

## Творчість
- Брав участь у розписах Софії Київської;
- Писав ікони для церкви Ніжина (1759);
- Намалював образи святої Софії, Різдва Богородиці та великомучениці Варвари для митрополичого будинку в Києві (на замовлення митрополита Арсенія Могилянського);
- Розписав іконостас у церкві села Студенка поблизу Глухова (1760—1763);
- Виконав кілька портретів (Кіндрата Головні, 1767, Сосницький краєзнавчий музей).